# أرتيم كوزلوف
أرتيم كوزلوف (بالأوكرانية: Козлов Артем Андрійович)‏ (12 أغسطس 1992 بأوكرانيا - ) هو لاعب كرة قدم أوكراني في مركز الوسط. لعب مع نادي زاريا بالتي ونادي فورسكلا بولتافا وFC Bălți-2 ‏.

## وصلات خارجية
- أرتيم كوزلوف على موقع اتحاد أوكرانيا (الإنجليزية)
- أرتيم كوزلوف على موقع قاعدة بيانات كرة القدم.إي يو (الإنجليزية)
- أرتيم كوزلوف على موقع Soccerway.com (الإنجليزية)
- أرتيم كوزلوف على موقع عالم كرة القدم.نت (الإنجليزية)